# Aquiles i la tortuga
Aquiles i la Tortuga (アキレスと亀, Akiresu to Kame), és una pel·lícula del 2008, escrita, dirigida, muntada i protagonitzada per Takeshi Kitano. El film és el darrer d'una trilogia autobiogràfica relacionada amb art i espectacle, iniciada amb Takeshis' i seguida de Glory to the Filmmaker!.
El títol del film fa referència a una de les paradoxes del filòsof grec Zenó d'Elea.

## Repartirment
- Beat Takeshi com a Machisu
- Kanako Higuchi com a Sachiko
- Yurei Yanagi com a jove Machisu
- Kumiko Aso com a jove Sachiko
- Akira Nakao com a pare de Machisu
- Mariko Tsutsui com a madrastra de Machisu
- Ren Osugi com a oncle de Machisu
- Eri Tokunaga com a filla de Machisu
- Nao Omori com a comerciant d'art
- Masato Ibu com a comerciant d'art

## Premis i nominacions
- Festival internacional de Cinema de Sofia 2009 - Guanyador del premi del públic.[3]
- Festival de Cinema de Venècia 2008 - Nominada al Lleó d'Or.
- Festival de Cinema de Venècia 2008 - Premi Bastone Bianco (crítica de cinema).[4]